# Táin Bó Fraích
Táin Bó Fraích (de runderroof van Fróech) is een verhaal uit de Ulstercyclus van de Ierse mythologie, waarin Fróech zijn vrouw, zonen en vee bevrijdt uit vreemde landen om met zijn vee deel te nemen aan Táin Bó Cúailnge (de runderroof van Cooley), teneinde Findabair te huwen.

## Bron
Het verhaal is overgeleverd in het Boek van Leinster (ca. 1160) en het Gele boek van Lecan (1391-1401), als wel in twee manuscripten uit de 15e en 16e eeuw.

## Verhaal
Fróech is de zoon van Idath van de Connachta en Bé Find van de Sídhe, de zuster van Bóand. Van zijn moeder Bé Find krijgt Froech twaalf koeien van de síd, wit met rode oren. Findabair, dochter van Ailill en Medb, wordt verliefd op Fróech door de verhalen die over hem worden verteld. Fróech wil haar graag ontmoeten en gaat naar zijn tante Boand in Mag mBreg in de hoop kleding en geschenken van de Síde van haar te krijgen. Hij krijgt van haar mantels, tunieken, schilden, speren, manschappen, paarden, honden, schoenen, hoornblazers, narren en harpspelers en daarmee gaat Fróech naar Crúachan, de burcht van Ailill en Medb. Ze krijgen er onderdak en drie dagen en nachten speelt Fróech met de koningin het bordspel fidchell, waarna drie dagen feest volgt. Dan ontmoet Fróech eindelijk Findabair tijdens het baden in de rivier, waarbij zij hem haar duimring geeft, een geschenk dat ze van haar vader Ailill had gekregen. Ailill vraagt echter in ruil voor een huwelijk een te hoge prijs voor zijn dochter en Fróech weigert. Dan wil het koningspaar het liefst van hem af en tijdens het gezamenlijk baden in de rivier de Brei, ontdekt Ailill in de beurs van Fróech de duimring, die hij aan zijn dochter had gegeven en gooit hem in het water. Een zalm slikt de ring in, maar Fróech vangt de zalm en verstopt hem aan de oever. Ailill vraagt hem een tak met rode bessen naar hem te brengen en vraagt daarna om meer bessen. Uit het midden van de poel verrijst een watermonster en Fróech vraagt om een zwaard, dat Findabair hem geeft. Fróech slaat het monster de kop af, maar is gewond. Hij krijgt daarna een bad, diner en bed, maar 's avonds komt een groep huilende vrouwen en die draagt hem naar de síd van Crúachu. De volgende dag is Fróech helemaal genezen en er wordt vrede gesloten tussen hem en het koningspaar. 
's Avonds is er feest en Fróech laat een dienaar de zalm, die hij aan de rivieroever had begraven, naar Findabair brengen met de opdracht de vis te bereiden.  Ailill laat die avond al zijn schatten brengen, maar mist de duimring van zijn dochter. Hij eist de ring van haar, anders moet ze sterven. Ze roept om haar dienstmeid, die met een schaal binnenkomt met daarop de zalm met de ring erbovenop. Fróech verzint een leugen hoe hij in het bezit van de ring was gekomen. Findabair mag met Fróech trouwen als hij terug is van het drijven van het vee van Cuailnge met zijn eigen vee. Thuisgekomen blijkt alleen dat Fróechs vee is gestolen: drie koeien zijn bij de Cruithnig van Noord-Albu (Engeland) en zijn vrouw, drie zonen en ander vee zijn over de Alpen in Noord-Lombardije. Met de hulp van de held Conall Cernach uit Benda Bairchi in het land van de Ulaid en een Ierse schapenhoedster en koeherderin in Lombardije, weet Fróech 's nachts de burcht binnen te komen. Ze verwoesten de vesting, bevrijden vrouw, zonen en vee en nemen alle schatten mee. Op de terugreis halen ze ook de drie koeien uit Noord-Engeland op. Nu kan Fróech met Ailill en Medb het vee van Cúailnge (Cooley) gaan drijven.